# Silec

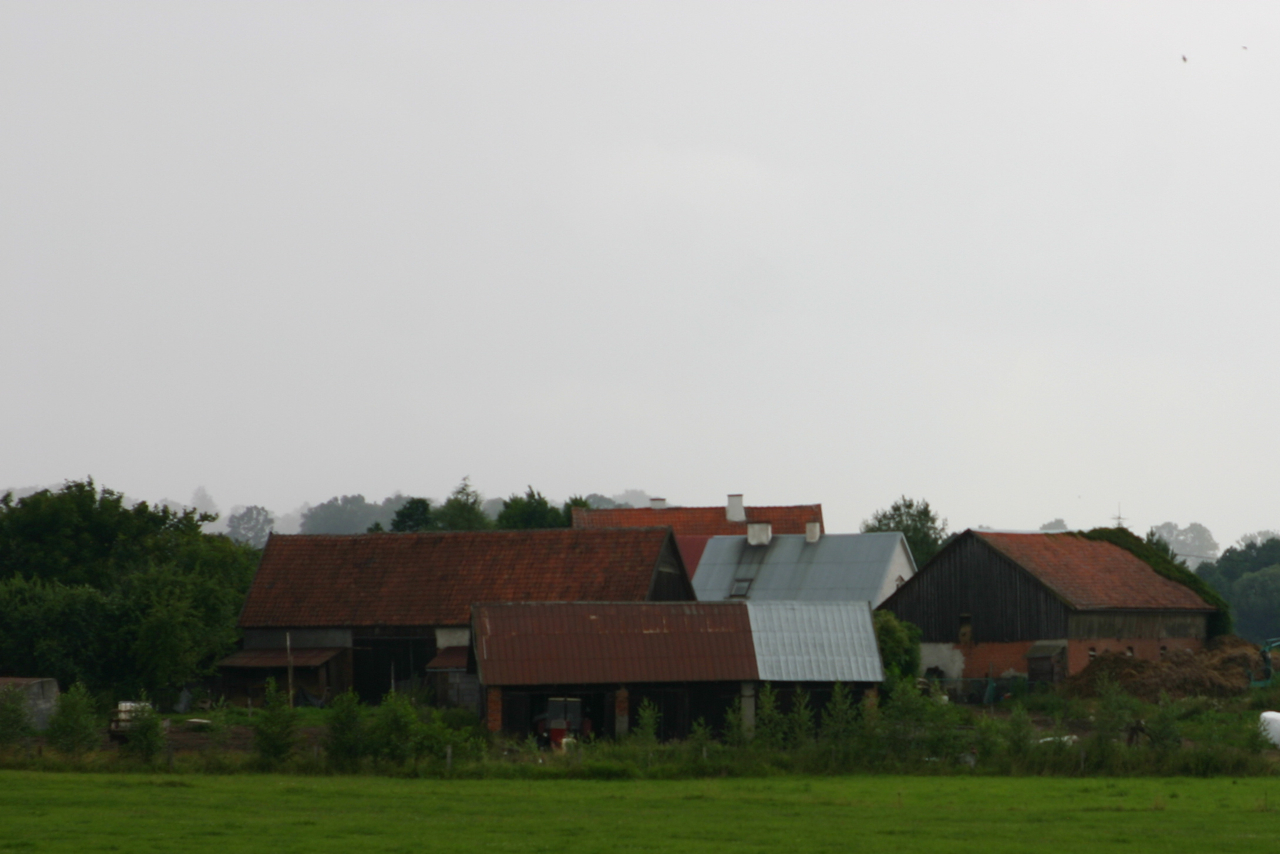
Silec (2009)

Silec ([ˈɕilɛt͡s], deutsch Schülzen) ist ein Dorf und Sitz eines Schulzenamtes (polnisch sołectwo) in der polnischen Woiwodschaft Ermland-Masuren. Es gehört zum Gmina Srokowo (Landgemeinde Drengfurth) im Powiat Kętrzyński (Kreis Rastenburg). Zum Schulzenamt gehören die Ortschaften Podlasie (Louisenhof), Siemkowo (Terra) und Silecki Folwark (Gut Schülzen).

## Geographische Lage
Silec liegt am Südostufer des Schülzer Sees (polnisch Jezioro Silec) in der nördlichen Mitte der Woiwodschaft Ermland-Masuren, etwa 17 Kilometer südlich der Staatsgrenze zur Oblast Kaliningrad und 15 Kilometer nordöstlich der Kreisstadt Kętrzyn (deutsch Rastenburg).

## Geschichte

### Ortsgeschichte
Das heutige Silec wurde vermutlich im 14. Jahrhundert vom Rastenburger Prokurator Heinrich von Plauen angelegt und hieß Klein Heinrichsdorf. 1437 wurde zum Dorf eine Fläche von 54 Hufe gezählt. Um 1785 nannte man es Schiltzen, nach 1785 Adlig Schülzen B und nach 1905 bis 1945 Schülzen. 1817 wurden im Dorf 23 Gebäude gezählt.
Im 18. und 19. Jahrhundert bestand Schülzen aus mehreren Teilen adliger Güter und Bauerndörfer, die durch Namenszusätze (Groß, Adlig) oder -buchstaben (A,B,C) kenntlich gemacht wurden. 1874 spiegelte sich das bei der Eingliederung in den neu errichteten Amtsbezirk Salzbach (polnisch Solanka) im ostpreußischen Kreis Rastenburg wider.
Vor 1905 wurde der Gutsbezirk Louisenhof (polnisch Podlasie) in die damals „Adlig Schülzen B“ genannte Landgemeinde eingegliedert, am 2. Februar 1921 der Gutsbezirk Schülzen B, und am 10. Oktober 1925 der Gutsbezirk Schülzen A in die dann ohne Zusatz bezeichnete Landgemeinde Schülzen eingemeindet. Am 30. September 1928 schließlich erfolgte die Eingliederung des Gutsbezirks Gut Schülzen (polnisch Silecki Folwark) in die Landgemeinde Schülzen.
1945, am Ende des Zweiten Weltkrieges, marschierte die Rote Armee in die Gegend ein. Als Folge des Krieges wurde Schülzen als „Silec“  Teil der Volksrepublik Polen. 1970 gab es im Dorf einen Bibliothekspunkt. 1973 wurde Silec Sitz eines Schulzenamtes (Sołectwo), zu welchem die Siedlungen Podlasie (Louisenhof), Siemkowo (Terra) und Silecki Folwark (Gut Schülzen) gehörten. Das Dorf Silec ist jetzt eine Ortschaft im Verbund der Landgemeinde Srokowo (Drengfurth) im Powiat Kętrzyński (Kreis Rastenburg), bis 1998 der Woiwodschaft Olsztyn, seither der Woiwodschaft Ermland-Masuren zugehörig.

### Einwohnerzahlen
| Jahr | Anzahl |
| ---- | ------ |
| 1817 | 147    |
| 1885 | 154    |
| 1905 | 123    |
| 1910 | 126    |
| 1933 | 424    |
| 1939 | 369    |
| 1970 | 283    |
| 2011 | 122    |

## Kirche
Bis 1945 war Schülzen in die evangelische Pfarrkirche Drengfurth in der Kirchenprovinz Ostpreußen der Kirche der Altpreußischen Union und in die katholische St.- Katharinen-Kirche Rastenburg mit der Filialkapelle Drengfurth im damaligen Bistum Ermland eingepfarrt.
Heute gehört Silec katholischerseits zur Heiligkreuzkirche Srokowo bzw. zur Christkönigskirche Radzieje sowie zur evangelischen Kirche Srokowo, einer Filialkirche der Johanneskirche Kętrzyn in der Diözese Masuren der Evangelisch-Augsburgischen Kirche in Polen.

## Wirtschaft und Infrastruktur

### Verkehr

#### Straße
Silec liegt an einer Nebenstraße. Die nächste größere Straße ist die Woiwodschaftsstraße 650, die etwa fünf Kilometer nördlich verläuft und über Rybakowo (Schönthal) zu erreichen ist. Außerdem enden zwei Nebenstraßen in Silec: von Siemkowo (Terra) und von Zacisz (Südenort) aus dem Gebiet der Stadt- und Landgemeinde Węgorzewo (Angerburg).

#### Schienen
Über eine eigene Bahnstation verfügt Silec nicht mehr. Bis 1945 war Schülzen Bahnstation an der Bahnstrecke Rastenburg–Drengfurth, die von den Rastenburger Kleinbahnen befahren wurde, nach 1945 aber nicht reaktiviert wurde. Die nächste Bahnstation befindet sich heute im 15 Kilometer südwestlich gelegenen Kętrzyn (Rastenburg), wo es Direktverbindungen nach Korsze (Korschen) und Białystok gibt.

#### Luft
Der nächstgelegene internationale Flughafen ist der Flughafen Kaliningrad, der sich etwa 100 Kilometer nordwestlich auf russischem Hoheitsgebiet befindet. Der nächste internationale Flughafen auf polnischem Staatsgebiet ist der etwa 200 Kilometer westlich befindliche Lech-Wałęsa-Flughafen Danzig.

### Bildung

#### Schule
In Schülzen wurde 1911 ein Schulgebäude errichtet. Bis 1945 gab es hier eine Zwei-Klassen-Schule. Nach 1945 wurde der Unterricht wieder aufgenommen. 1970 bestand hier eine achtklassige Grundschule. Nach ihrer Auflösung wurde das Gebäude verkauft.

## Verweise

### Weblink
- Historische Fotos von Schülzen